# Друт
Друт или Друц (блр. Друць; рус. Друть) је река која протиче кроз делове Витебске, Гомељске и Могиљовске области Републике Белорусије и десна је притока реке Дњепар.
Друт извире у северном делу Белоруског побрђа и тече ка југу преко Централно-беразинске равнице и улива се у Дњепар као десна притока код града Рагачова, након 295 km тока. Укупна површина сливног подручја Друта је 5.020 km², а просечан проток на ушћу око 30 m³/s. Укупан пад од извора до ушћа је 105,2 метра. Пловна је једино у доњем делу тока, и то за мање бродице.
Најважнији градови који леже на њеним обалама су Талачин и Рагачов. Најважније вештачко језеро на реци је Чигиринско.